# Сазлија
Сазлија (алб. Sazlia) је насељено место у општини Урошевац, на Косову и Метохији. Према попису становништва из 2011. у насељу је живело 782 становника.

## Положај
Налази се североисточно од Урошевца, а сматра се да се у његовој околини налазе остаци средњовековног Сврчина, једног од двораца Немањића. Село је у равници, у долини речице Сазлије. Главни део села је на левој страни долине, а један део села је и с десне стране, одмах поред речице.

## Историја
Име села је по ранијој познатој бари Сазлији поред које је основано, а име баре је по трсци којом је она била обрасла (трска тур. саз).
Село се дели на Сазлију, с леве, и Реткоцер с десне стране речице. Оба су дела збијена, а празан простор је између њих незнатан. Реткоцер је као незнатно насеље још од свога оснивања (1878) сматран, а и сад се сматра, за заселак или махалу Сазлије.
Село је постало 1864. као насеобина Черкеза које су Турци ту населили. На њихово место, пошто су се они иселили кад се Србија примакла Косову 1878, насељени су мухаџири из ослобођених крајева Србије у тој и претходној години. Тад је постала и одвојена махала Реткоцер, којој је име дошло по селу Реткоцеру у Јабланици, одакле је била већина мухаџира. После првог светског рата село је добило и Србе колонисте.
Черкеза је пре исељења било око 20 кућа.
Арбанаси мухаџири су:
- Речиц (8 к.), од фиса Сопа. Предак овог рода Максут доселио се око 1750. из Топојане у Љуми у Топлицу, у село Плану, где се запослио у текији и постао дервиш. Појасеви у 1932. од претка Максута: Максут, Исен, Зенељ, Сали, Браим, Имер, Исмаљ (45 г.).- Неко од Максутове деце је прешао у топличко село Речицу, одакле род дошао као мухаџир.
- Девца (2 к.), од фиса Краснића, из Девца (Топлица).
- Жини Поток (5 к.), од фиса Тсача, из Житног Потока (Топлица).
- Кординца (3 к.), од фиса Шкреља, из Кординца (Топлица).
- Круселица (1 к.), од фиса Краснића, из Круселице (Топлица).
- Прештрешња (1 к.), од фиса Гаша, из Претрешње (Топлица).
- Планали (1 к.), од фиса Сопа, из Плане (Топлица).
- Сварца (2 к.), од фиса Сопа, из Сварче (Топлица).
- Конџељ (2 к.), од фиса Шкреља, (али овде прешао у фис Круе Зи), из Конџеља (Топлица).
- Прокупали (1 к.), од фиса Сопа, из Прокупља.
- Бичмет (2 к.), од фиса Гаша, из Бучумета (Јабланица).
- Шилова (1 к.), од фиса Сопа, из Шилова (Јабланица). Овај последњи род је 1932. био једини мухаџирски род у махали Реткоцеру.

Српски родови:
а) у главном делу села:
- Милошевић (1 к.) из Билеће 1930.
- Кнежевић (1 к.) из Месара (Требиње) 1930;

б) у махали Реткоцеру:
- Ћуковићи (2 к.) 1923. и – Зечар (1 к.) 1930. из Штењице ([Билећа]).
- Фимић (1 к.) 1929. из Симијова (Билећа).
- Бијелетић (1 к.) 1930. из Прераца (Билећа).
- Илић (1 к.) 1930. из Жрвња (Билећа).
- Кошутићи (1 к.) 1929[[.]] из Мијалаца (Гацко).
- Мазлун-Николић (1 к.) 1930. из Гацка.
- Сви су ови српски родови после додељења утрине купили по нешто од Арбанаса који су се селили.

## Становништво
Према попису из 2011. године, Рака има следећи етнички састав становништва:
| Националност | 2011.        |
| Албанци      | 780 (99,74%) |
| други        | 2 (0,26%)    |
| Укупно       | 782          |

| Демографија | Демографија | Демографија |
| Година      | Становника  | Становника  |
| ----------- | ----------- | ----------- |
| 1948.       | 544         |             |
| 1953.       | 573         |             |
| 1961.       | 582         |             |
| 1971.       | 597         |             |
| 1981.       | 716         |             |
| 1991.       | 798         |             |
| 2011.       | 782         |             |